# Cesare I Gonzaga
Cesare I Gonzaga (6 settembre 1536 – Guastalla, 15 febbraio 1575) è stato un nobile italiano, secondo conte di Guastalla dal 1557 fino alla sua morte.

## Biografia
Egli era membro della prestigiosa famiglia nobile dei Gonzaga, primogenito del condottiero imperiale Ferrante I Gonzaga e di Isabella di Capua. Da quest'ultima, egli ereditò anche il titolo personale di duca di Amalfi. Egli fu anche duca di Ariano e principe di Molfetta.
Il 21 maggio 1558 venne nominato comandante in capo delle truppe spagnole in Lombardia da Filippo II.
Il 12 marzo 1560 sposò Camilla Borromeo, sorella di San Carlo Borromeo e nipote di Giovanni Angelo de' Medici, che era stato da poco eletto papa con il nome di Pio IV.
Cesare Gonzaga fu anche un membro dell'Accademia delle Notti Vaticane, un circolo letterario pontificio che si riuniva nella Casina di Pio IV, per l'appunto in Vaticano.
Fu un uomo di cultura e, nella sua fastosa abitazione di Mantova, situata nel luogo ora occupato da piazza Dante e dal palazzo dell’Accademia Virgiliana, costantemente popolata di letterati e di artisti, raccolse marmi, bronzi, medaglie e dipinti.

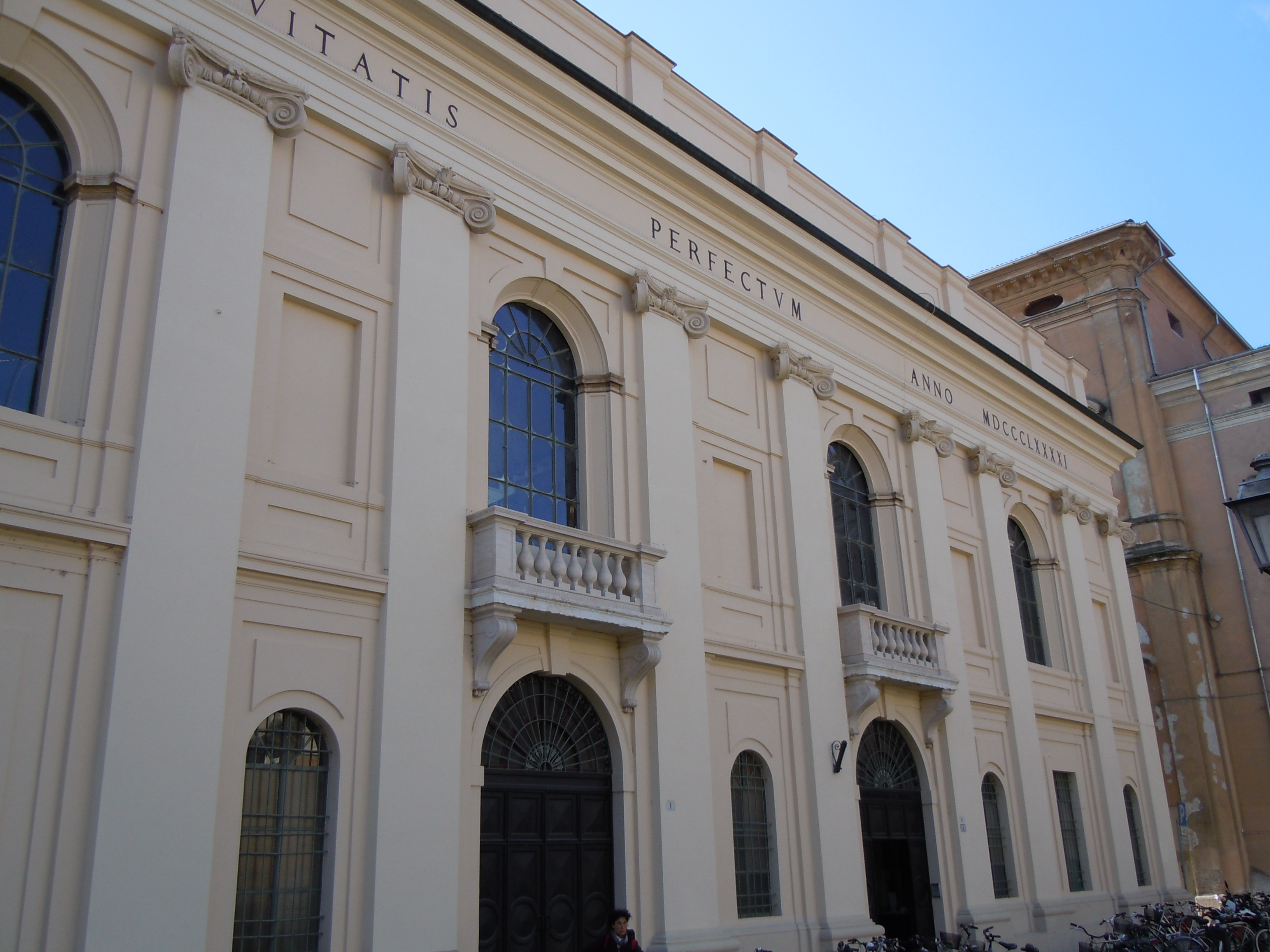
Mantova, palazzo dell'Accademia.

Egli stesso fondò un'associazione letteraria, l'Accademia degli Invaghiti, con sede a Mantova. Nel 1567 vendette a Bernardetto de' Medici per 50 000 ducati il feudo di Ottaiano, dando così origine alla linea dei Medici di Ottaiano. Tra il 1567 ed il 1568 mosse la propria corte da Mantova a Guastalla, dove rimase sino alla propria morte, avvalendosi di Francesco da Volterra come proprio architetto ed ingegnere.
Una delle sue famose amanti fu Diana di Cardona, che ruppe il fidanzamento andando in sposa a Vespasiano I Gonzaga.
Alla sua morte nel 1575 gli succedette il figlio Ferrante II che fu poi il primo Duca sovrano di Guastalla.

## Discendenza
Cesare e Camilla ebbero due figli:
- Margherita (1562-1618);
- Ferrante II (1563-1630);

Ebbe anche una figlia naturale:
- Ippolita.

## Ascendenza
|                       |                   |                            | Genitori                         |  |  | Nonni |  |  | Bisnonni           |  |  | Trisnonni           |  |
|                       |                   |                            |                                  |  |  |       |  |  | Federico I Gonzaga |  |  | Ludovico II Gonzaga |  |
|                       |                   |                            |                                  |  |  |       |  |  | Federico I Gonzaga |  |  | Ludovico II Gonzaga |  |
|                       |                   | Barbara di Brandeburgo     |                                  |  |  |       |  |  | Federico I Gonzaga |  |  |                     |  |
| Francesco II Gonzaga  |                   |                            |                                  |  |  |       |  |  | Federico I Gonzaga |  |  |                     |  |
|                       |                   | Margherita di Baviera      | Alberto III di Baviera           |  |  |       |  |  |                    |  |  |                     |  |
|                       |                   | Margherita di Baviera      | Alberto III di Baviera           |  |  |       |  |  |                    |  |  |                     |  |
|                       |                   | Margherita di Baviera      | Anna di Braunschweig-Grubenhagen |  |  |       |  |  |                    |  |  |                     |  |
| Ferrante I Gonzaga    |                   | Margherita di Baviera      |                                  |  |  |       |  |  |                    |  |  |                     |  |
|                       |                   | Ercole I d'Este            | Niccolò III d'Este               |  |  |       |  |  |                    |  |  |                     |  |
|                       |                   | Ercole I d'Este            | Niccolò III d'Este               |  |  |       |  |  |                    |  |  |                     |  |
|                       |                   | Ercole I d'Este            | Ricciarda di Saluzzo             |  |  |       |  |  |                    |  |  |                     |  |
| Isabella d'Este       |                   | Ercole I d'Este            |                                  |  |  |       |  |  |                    |  |  |                     |  |
|                       |                   | Eleonora d'Aragona         | Ferdinando I di Napoli           |  |  |       |  |  |                    |  |  |                     |  |
|                       |                   | Eleonora d'Aragona         | Ferdinando I di Napoli           |  |  |       |  |  |                    |  |  |                     |  |
|                       |                   | Eleonora d'Aragona         | Isabella di Chiaromonte          |  |  |       |  |  |                    |  |  |                     |  |
| Cesare I Gonzaga      |                   | Eleonora d'Aragona         |                                  |  |  |       |  |  |                    |  |  |                     |  |
|                       | Andrea I di Capua | Francesco di Capua         |                                  |  |  |       |  |  |                    |  |  |                     |  |
|                       | Andrea I di Capua | Francesco di Capua         |                                  |  |  |       |  |  |                    |  |  |                     |  |
|                       | Andrea I di Capua | Elisabetta Conti           |                                  |  |  |       |  |  |                    |  |  |                     |  |
| Ferdinando I di Capua | Andrea I di Capua |                            |                                  |  |  |       |  |  |                    |  |  |                     |  |
|                       |                   | Maria d’Ayerbe d’Aragona   | Sancio d’Ayerbe d’Aragona        |  |  |       |  |  |                    |  |  |                     |  |
|                       |                   | Maria d’Ayerbe d’Aragona   | Sancio d’Ayerbe d’Aragona        |  |  |       |  |  |                    |  |  |                     |  |
|                       |                   | Maria d’Ayerbe d’Aragona   | Bianca Sanz                      |  |  |       |  |  |                    |  |  |                     |  |
| Isabella di Capua     |                   | Maria d’Ayerbe d’Aragona   |                                  |  |  |       |  |  |                    |  |  |                     |  |
|                       |                   | Giovan Francesco del Balzo | Raimondo del Balzo               |  |  |       |  |  |                    |  |  |                     |  |
|                       |                   | Giovan Francesco del Balzo | Raimondo del Balzo               |  |  |       |  |  |                    |  |  |                     |  |
|                       |                   | Giovan Francesco del Balzo | Antonia de Corretis              |  |  |       |  |  |                    |  |  |                     |  |
| Antonicca del Balzo   |                   | Giovan Francesco del Balzo |                                  |  |  |       |  |  |                    |  |  |                     |  |
|                       |                   | Margherita del Balzo       | Angilberto del Balzo             |  |  |       |  |  |                    |  |  |                     |  |
|                       |                   | Margherita del Balzo       | Angilberto del Balzo             |  |  |       |  |  |                    |  |  |                     |  |
|                       |                   | Margherita del Balzo       | Maria Conquesta Orsini del Balzo |  |  |       |  |  |                    |  |  |                     |  |
|                       |                   | Margherita del Balzo       |                                  |  |  |       |  |  |                    |  |  |                     |  |